# Aeroportul Miguel Urdaneta Fernández
Aeroportul Miguel Urdaneta Fernández (IATA: STB, ICAO: SVSZ) este un aeroport din Santa Bárbara del Zulia⁠(d), Municipio Colón⁠(d), Zulia, Venezuela ce deservește zona Santa Bárbara del Zulia⁠(d).
Situat la o altitudine de 9 m, aeroportul dispune de o singură pistă.